# USA Network
USA Network (simplesmente conhecido como USA) é um canal de televisão por assinatura estadunidense operado pela NBCUniversal Television and Streaming, divisão da NBCUniversal. Ele foi originalmente lançado em 1977 como Madison Square Garden Sports Network, um dos primeiros canais nacionais esportivos da televisão a cabo, antes de ser relançado com o nome atual em 9 de abril de 1980. Desde então, o USA Network ganhou constantemente popularidade por meio de sua programação original, de uma parceria de longa data com a WWF/WWE e, por muitos anos, de uma programação esportiva limitada que aumentou significativamente em 2022 após o encerramento da NBCSN.

## História

Logotipo da USA Network entre 1980 e 1996.

O canal foi inaugurado em 27 de setembro de 1977 como Madison Square Garden Sports Network (não deve ser confundida com o canal esportivo regional com o mesmo nome, agora conhecida simplesmente como MSG Network). O canal foi fundado pelo provedor de cabo UA-Columbia Cablevision e pela Madison Square Garden Corp. Desde o seu início e pelas duas décadas seguintes, foi administrado pela presidente e CEO Kay Koplovitz. O canal foi um dos primeiros canais nacionais de televisão por assinatura, utilizando transmissão via satélite para distribuir sua programação para sistemas a cabo em oposição ao retransmissor de micro-ondas tradicionalmente utilizado. Ao contrário de outras redes de cabo da época, também foi a primeira a depender muito das receitas de publicidade. À época de seu lançamento, transmitia principalmente eventos esportivos do Madison Square Garden para uma audiência nacional, compartilhando a programação com a já mencionada MSG Network. O canal rapidamente adicionou uma mistura de esportes universitários e eventos esportivos profissionais menos conhecidos realizados em outros locais, semelhantes aos encontrados nos primeiros anos da ESPN. Em 1978, conteúdo infantil também foi adicionado à programação.
Em 8 de abril de 1980, a emissora passou a se chamar USA Network. Em 1981, ocorreu uma mudança na propriedade da rede. Primeiro, a Time Inc. concordou em adquirir a parte da UA-Columbia no canal, sob a condição de que a Gulf + Western, proprietária do Madison Square Garden, transferisse sua participação para sua divisão Paramount Pictures. Em seguida, a MCA Inc. também se tornou sócia, e as três empresas passaram a deter igual participação acionária. No entanto, essas três parceiras possuíam uma cláusula de não concorrência que as impedia de possuir outras canais de TV por assinatura independentemente da parceria na USA Network. Era importante notar que a Time também era proprietária da poderosa concorrente da USA Network, a Home Box Office (HBO). Essa cláusula levou a Time Inc. a sair da parceria em 1987, quando a empresa tentou sem sucesso comprar a CNN de Ted Turner e administrá-la de forma independente da USA Network. Posteriormente, a MCA e a Paramount se tornaram os únicos proprietários do canal, estabelecendo uma associação em partes iguais entre as duas empresas.
Em 24 de setembro de 1992, foi lançado o canal irmão Sci-Fi (atual Syfy), para a exibição de filmes de ficção científica.
Em 1994, a Paramount Communications, controladora da Paramount Pictures, foi vendida para a Viacom; no ano seguinte, a MCA foi adquirida pela Seagram. Em abril de 1996, a Viacom, que também era proprietária da MTV Networks, lançou um novo canal de televisão chamado TV Land. Posteriormente, a MCA processou a Viacom por quebra de contrato, alegando que tinha violado a cláusula de não concorrência no seu acordo com a MCA. Um juiz que presidiu o caso deu ganho de causa para a MCA, e a Viacom posteriormente vendeu sua participação no USA e no Sci-Fi Channel para a Seagram por US$ 1,7 bilhão. Posteriormente, a Seagram vendeu a maior parte do controle dos canais para Barry Diller, que anteriormente liderou a Paramount Pictures. Ele também foi responsável pela coordenação do acordo de 1981 que resultou na co-propriedade entre a Paramount, a Time e a MCA. Isso aconteceu em fevereiro de 1998, levando à criação da USA Networks, Inc. A empresa também incorporou os canais de televisão a cabo às propriedades televisivas preexistentes de Diller, incluindo o Home Shopping Network e a Silver King Broadcasting. Esta última foi reformulada como USA Broadcasting e, eventualmente, vendeu suas emissoras para a Univision Communications em 2001, formando o núcleo da Telefutura/UniMás.
Em maio de 2002, a USA Networks vendeu seus ativos de televisão e cinema não relacionados a televendas, o que incluía a USA Network, o Sci-Fi Channel, Trio, a USA Films (mais tarde renomeada como Focus Features) e Studios USA, para a Vivendi Universal. A USA Network e os demais canais foram, então, incorporados ao Universal Television Group da Vivendi.
Em julho de 2002, o canal estreou a série Monk, uma comédia-drama policial estrelada por Tony Shalhoub no papel de Adrian Monk, um ex-inspetor de polícia de São Francisco que se torna consultor e lida com diversos comportamentos obsessivo-compulsivos, incluindo uma notável atenção aos detalhes na resolução de crimes. A série rapidamente se tornou um dos primeiros grandes sucessos da USA Network e teve oito temporadas, encerrando em 4 de dezembro de 2009.
Em 2003, a General Electric concordou em fundir a NBC e suas empresas irmãs com os ativos de entretenimento cinematográfico da Vivendi Universal na América do Norte. Isso incluiu a Universal Pictures e o Universal Television Group, em uma aquisição avaliada em vários bilhões de dólares, resultando na renomeação da empresa combinada como NBC Universal. A General Electric (GE) reteve uma participação acionária de 80% na nova empresa, enquanto a Vivendi manteve uma participação de 20%.
A NBC Universal oficialmente assumiu a propriedade da USA Network e de seus canais irmãos em 2004, com exceção do Newsworld International. Nesse mesmo ano, a USA estreou a série de ficção científica The 4400.
No ano de 2011, maioria das ações da então controladora, a NBC Universal, foram transferidos da General Electric para a Comcast. Dois anos mais tarde, a Comcast adquiriria a parcela restante da GE na NBCU. Esse movimento estratégico foi notável, e o USA Network desempenhou um papel fundamental na fusão entre a NBC e a Comcast. O analista da Wunderlich Securities, Matthew Harrigan, estimou que o USA contribuiu com impressionantes US$ 9,5 bilhões para o valor total da NBCUniversal, que estava estimado em US$ 44,8 bilhões. Em contraste, a NBC contribuiu com apenas US$ 408 milhões.
Entretanto, em 2014, o canal experimentou uma queda significativa de 18% na audiência, perdendo sua posição de liderança entre os principais canais a cabo. Apesar disso, a USA Network manteve-se como um ativo crucial para a NBCUniversal. Ela representou cerca de um terço da receita de publicidade do NBCUniversal Cable Entertainment Group e gerou impressionantes US$ 1 bilhão em ganhos anuais.
No contexto do crescimento dos serviços de streaming, que incluiu o recém-lançado Peacock da NBCUniversal, e a tendência de declínio da televisão por assinatura tradicional, o USA Network tomou medidas para reduzir a quantidade de séries roteirizadas em sua programação. Em vez disso, o canal passou a enfatizar reality shows, especiais televisivos, como minisséries roteirizadas, e programação ao vivo, que abrange programas da WWE e eventos esportivos.
Em 2020, a emissora cancelou várias séries, incluindo Dare Me, The Purge, The Sinner e Treadstone. Além disso, com o anúncio do encerramento do canal NBCSN em 31 de dezembro de 2021, a USA Network e o Peacock passaram a conjuntamente realizar as transmissões esportivas restantes.

## Programação
A emissora produz séries originais que receberam grande audiência, como Monk, Psych, Shooter, White Collar, Mr. Robot, Suits, Burn Notice e Royal Pains. Além de suas produções originais, o canal exibe reprises de séries atuais e antigas, como Law & Order: Special Victims Unit, Chicago P.D., Law & Order: Criminal Intent (que passou as quatro últimas temporadas de sua exibição como um programa inédito na USA) e NCIS.

### Transmissões esportivas
A USA Network tem relações históricas na transmissão esportiva, remontando aos seus primeiros anos como Madison Square Garden Network. Desde 1979 até 1983, o canal transmitiu jogos da Major League Baseball nas noites de quinta-feira, enquanto partidas da National Hockey League através do NHL on USA foram exibidas de 1979 a 1985. O College Football marcou presença na programação de 1980 a 1986, com destaque para a transmissão do Liberty Bowl de 1981, que foi o primeiro jogo de futebol americano universitário a ser exclusivamente transmitido pela televisão a cabo. A NBA também fez história na USA, sendo transmitida de 1979 a 1984, marcando a primeira parceria televisiva da NBA com um canal de TV por assinatura.
Além disso, a USA Network é reconhecida como a casa da World Wrestling Entertainment (WWE), mantendo uma sólida relação desde 1977, quando transmissões de eventos no Madison Square Garden eram exibidas no canal. O primeiro programa semanal da WWE na USA estreou em 4 de setembro de 1983, com o WWF All American Wrestling. O WWF Prime Time Wrestling foi transmitido na USA de 1985 a 1993, até ser sucedido pelo principal programa da WWE, o Raw. Embora tenha migrado para o TNN em setembro de 2000, Raw retornou à USA Network em outubro de 2005. Em janeiro de 2016, o segundo programa principal da WWE, o SmackDown, transferiu-se da Syfy para a USA Network. Em 2018, a USA renovou os direitos para o Raw por mais cinco anos, mas perdeu os direitos para o SmackDown, que foram adquiridos pela Fox a partir de outubro de 2019. Em agosto de 2019, a WWE anunciou que seu programa semanal terciário, WWE NXT, retornaria à USA Network em 18 de setembro de 2019, sendo transmitido nas noites de quarta-feira em um formato ao vivo de duas horas. Em 2023, foi anunciado que o SmackDown retornará para a USA Network a partir de outubro de 2024 através de um acordo de cinco anos.
Com o encerramento do NBCSN no final de 2021, a USA Network reassumiu seu papel como principal canal de televisão por assinatura da NBC Sports em 2022. Nesse período, propriedades esportivas significativas, como a Premier League, NASCAR e os Jogos Olímpicos, incluindo as eliminatórias dos EUA, foram transferidas para a programação da USA Network. Além disso, competições renomadas, como o Open dos Estados Unidos, Open Feminino dos Estados Unidos, The Open Championship e Aberto Britânico Feminino de Golfe, mudaram suas transmissões do Golf Channel para a USA a partir de 2022. A USA Network expandiu ainda mais sua cobertura esportiva ao transmitir oito jogos como parte da temporada inaugural do retorno da United States Football League e se tornou parceira na transmissão do Campeonato Mundial de SuperMotocross, juntamente com suas séries associadas, Supercross e Motocross.

## Versões internacionais

### USA Network Canada
Lançada em 2007, a versão canadense da emissora exibe alguns programas da matriz, mas com restrições devido aos seus produtos já serem exibidos nas emissoras locais como o Showcase e CTV Drama Channel.

### USA Network Latin America
Na América Latina, a USA Network foi lançada em 1994 para a países hispanófonos e em 1996 para o Brasil. Em 2004, foi descontinuada para dar lugar ao lançamento do Universal Channel, atualmente Universal TV. A sucursal brasileira da Universal TV, desde a época como USA, assim como o Studio Universal e o agora extinto Syfy, opera através de um empreendimento conjunto entre a NBCUniversal e a Globo.

Em 1º de setembro de 2023, a NBCUniversal anunciou o relançamento do canal em toda a América Latina, substituindo o Syfy a partir de 1º de outubro, mantendo parte de sua programação.